# IC 2817
IC 2817 је појединачна звијезда у сазвјежђу Лав која се налази на листи објеката дубоког неба у Индекс каталогу.
Деклинација објекта је + 9° 8' 58" а ректасцензија 11h 26m 18,8s.